# Oggetto di trasferimento dati
L'oggetto di trasferimento dati (o DTO, dall'inglese data transfer object) è un design pattern usato per trasferire dati tra sottosistemi di un'applicazione software. I DTO sono spesso usati in congiunzione con gli oggetti di accesso ai dati (DAO) per recuperare i suddetti da una base di dati.
La differenza tra gli oggetti di trasferimento dati e gli oggetti di business o gli oggetti di accesso ai dati è che un DTO non ha alcun comportamento se non di archiviare e recuperare i suoi dati.
In una tradizionale architettura EJB, un DTO ha un duplice scopo:
- porre riparo al problema derivante dal fatto che gli entity bean pre-ejb 3.0 (in J2EE) non sono serializzabili;
- definire implicitamente una fase di assemblaggio dove tutti i dati che devono essere usati da una view sono prelevati e marshallizzati nei DTO prima di restituire il controllo al presentation layer.